# アル・アイン
アル・アイン（アラビア語: العين, アラビア語発音: [ɪl.ʕajn]; 英語: Al Ain）は、アラブ首長国連邦・アブダビ首長国の東端にある都市。首都アブダビ市に次ぐ規模を誇る。アラインともいう。
海岸に立地するアラブ首長国連邦の他の大都市とは異なり、内陸のオマーン国境に接するオアシスに造られた都市である。アラビア語で「泉」を意味する都市名の「アイン」もそこに由来する。人口766,936人（2017年）。近郊にアルアイン国際空港がある。アラブ首長国連邦を代表するUAE大学がある。

## 文化財
- アル・アインの文化的遺跡群 - アル・アイン・オアシスや近傍の遺跡群・ファラジなどを対象とする、アラブ首長国連邦で最初の世界遺産リスト登録物件。
- アル・アインとリワのナツメヤシオアシス - アル・アイン・オアシスとリワ・オアシスにおける伝統的な灌漑農業によるナツメヤシ栽培が2015年に国連食糧農業機関の世界重要農業遺産システム（世界農業遺産）に登録された[1]。

## スポーツ
- アル・アインFC - アル・アインを本拠地とするサッカーのクラブチーム。UAE国内リーグでも何度も優勝し、2003年にAFCチャンピオンズリーグで優勝するなど強豪チームとして知られる。